# Janina Zaborowska
Janina Zaborowska (z domu Bromirska, ps. „Joanna”, „Rena”, ur. 12 lub 30 grudnia 1918 w Kijowie, zm. 29 grudnia 2000 w Oakville) – podporucznik Wojska Polskiego, harcmistrzyni, referentka łączności Szefostwa Wojskowej Służby Kobiet (WSK) Okręgu Armii Krajowej Warszawa, podczas powstania warszawskiego łączniczka w Grupie Śródmieście Południe – Sławbor. Po II wojnie światowej lekarka w Kanadzie.

## Życiorys
Urodziła się 12 lub 30 grudnia 1918 roku w Kijowie. Jej rodzicami byli Józef i Julia z d. Limińska. W 1922 roku rodzina przeprowadziła się do Warszawy, zamieszkali przy ul. Mochnackiego 4. Po śmierci ojca w 1925 roku, Janina Bromirska była wychowywana przez matkę, pracująca jako księgowa. Uczęszczała do Liceum im. Juliusza Słowackiego, tam działała w harcerstwie i samorządzie szkolnym. W 1937 roku zdała maturę. 18 kwietnia 1938 roku wyszła za mąż za Eugeniusza Zaborowskiego. Para miała dwoje dzieci: Ewę i Marka.
Brała udział w kampanii wrześniowej jako harcmistrzyni w Komendzie Pogotowia Harcerek Chorągwi Warszawskiej. Pełniła służbę sanitarną w szpitalu na terenie Uniwersytetu Warszawskiego. Następnie pracowała jako pielęgniarka i opiekunka społeczna, studiowała medycynę na tajnym uniwersytecie. Wiosną 1940 roku została oddelegowała do służby w Związku Walki Zbrojnej przez komendantkę Chorągwi Warszawskiej Jadwigę Falkowską. W ramach służby w ZWZ zorganizowała i prowadziła szkolenia łączniczek. W marcu 1943 roku rozpoczęła pracę w kontrwywiadzie Komendy Obszaru Warszawskiego. Tam kierowała komórką „Brygada Anonimów” (nazywaną również „Brygadą Jo”. od pseudonimu Zaborowskiej). Zadaniami „Brygady” było przechwytywanie na Poczcie Głównej donosów kierowanych do gestapo, ostrzeganie osób zagrożonych donosami oraz informowanie Departamentu Sprawiedliwości DR o osobach podejrzanych o kolaborację z Niemcami. Zaborowska przeszła kurs obsługi broni oraz uczestniczyła w akcjach likwidacji agentów. W 1943 zaczęła również pełnić funkcję referentki łączności w Szefostwie WSK Komendy Okręgu AK Warszawa-Miasto. Wówczas przybrała pseudonim „Rena”. Opracowywała sieci alarmowe i sieci składnic meldunkowych. Na rozkaz „Montera”, pod koniec lipca 1944 roku prowadziła także wywiad na przedpolach Warszawy, w celu zdobycia informacji o zbliżającym się froncie wschodnim.
Brała udział w powstaniu warszawskim. Początkowo była przydzielona do służby sanitarnej w punkcie przy ul. Świętokrzyskiej w podziemiach PKO. Następnie została przeniesiona do służby łączności w Grupie Śródmieście Południe – Sławbor. Przygotowywała „trasy kanałowe” ze Śródmieścia na Mokotów. Z tras tych wielokrotnie korzystała. Po kapitulacji powstania warszawskiego znalazła się w Stalagu XI B Fallingbostel, następnie przebywała w obozie koncentracyjnym Bergen-Belsen, stamtąd trafiła do oflagu IX C Molsdorf. Tam zajmowała się organizacją życia kulturalno-oświatowego. W obozie przebywała do 13 kwietnia 1945 roku, doczekując się wyzwolenia przez oddział armii amerykańskiej gen. George’a Pattona.
22 września 1944 roku została odznaczona Krzyżem Srebrnym Orderu Wojennego Virtuti Militari. Order przyznał jej osobiście Komendant Główny Armii Krajowej Tadeusz „Bór” Komorowski. Nadanie orderu potwierdzono rozkazem nr 453 z 24 września 1944 roku.
Po wojnie przeprowadziła się z mężem do Szkocji. Tam ukończyła studia medyczne. Następnie małżeństwo przeniosło się do Kanady. Tam przez 35 lat Zaborowska pracowała jako lekarz. W 1969 roku ukończyła również studia psychiatryczne i pracowała jako rodzinna psychoterapuetka. W 1985 roku ciężko zachorowała. Pod koniec życia zainteresowała się malarstwem. Jej obrazy i rysunki były prezentowane na wystawie w Ratuszu w Oakville.
Zmarła 29 grudnia 2000 roku w Oakville. Tam też została pochowana.